# 변이 (1360년)
변이(邊頤, 1360년 ∼ 1439년 12월 13일)는 조선 초기의 무신이다. 본관은 원주(原州). 자는 이지(㶊之). 아버지는 원천부원군(原川府院君) 변안렬(邊安烈)이다.
아들 변상복(邊尙服)은 정종의 서녀 덕천군주(德川郡主)와 결혼하여 조선 왕실의 인척이 되었다.

## 생애
1411년(태종 11)에 상호군(上護軍)에 임명되고 원종공신(元從功臣)에 책록되어 전지(田地) 30결과 노비 30구(口)를 하사 받았다.
1413년 태종이 완산(完山)에 거동했을 때 변이는 판남원부사(判南原府事)로서 관찰사 조원(趙源), 완산부윤 신극공(辛克恭)과 더불어 행재소(行在所)에 가서 왕을 알현했다.
1420년(세종 2) 5월 전라도병마수군도절제사(兵馬水軍都節制使)로 임명되었고, 9월에는 왜선 한 척을 잡고 9급(級)을 베어 상왕이 그의 아들 변차희(邊次憙)를 보내어 선온(宣醞)과 옷감을 하사하였다. 1421년 좌군 총제(左軍摠制)와 전라도 병마도절제사(全羅道兵馬都節制使)가 되었다.
1422년 충청도수군도안무처치사(忠淸道水軍都安撫處置使)로 전보되었고, 1423년 내직으로 들어가 중군총제(中軍摠制)가 되었다.
1424년 하정부사(賀正副使)로 명나라에 다녀와서 진하사(進賀使)인 권희달(權希達)의 죄상을 보고하지 않았다는 이유로 직첩을 회수당였으나 1425년 1월 직첩을 되돌려 받아 동지총제(同知摠制)로 전보되었다.
1439년 12월 13일 졸(卒)하였고, 묘는 경기도 남양주시 진건읍 용정리에 있다.

## 가족
- 아버지 : 원천부원군(原川府院君) 변안렬(邊安烈, 1334년 ~ 1390년)
- 어머니 : 진한국부인(辰韓國夫人) 원주 원씨(原州 元氏)
  - 배우자 : 이달존(李達尊)의 딸 경주 이씨(慶州 李氏)
  - 배우자 : 남좌시(南佐時)의 딸 의령 남씨(宜寧 南氏)
  - 배우자 : 이비일(李毗一)의 딸 동성 이씨(東城 李氏)
    - 장남 : 첨지중추(僉知中樞) 변차희(邊次熹)
    - 차남 : 남부령(南部令) 변상조(邊尙朝)
    - 3남 : 영중추호군 변상근(邊尙覲)
    - 4남 : 예조참판(禮曹參判) 변상회(邉尙會, 1399년 ~ 1485년)
    - 5남 : 감찰(監察) 변상동(邊尙同)
    - 6남 : 간성군수(杆城郡守) 변상빙(邊尙聘)
    - 7남 : 변상복(邊尙服, ? ∼ 1455년)
    - 며느리 : 덕천군주(德川郡主) - 조선 제2대 정종대왕(定宗大王, 1357년~1419년, 재위: 1398년~1400년)의 딸
    - 장녀 사위 : 공신 정유길(鄭由吉)
    - 차녀 사위 : 개성유수 이점(李漸)
    - 삼녀 사위 : 좌찬성 이승손(李承孫)

## 같이 보기
- 변안렬
- 정종
- 덕천군주
- 이달존